# Гравірування

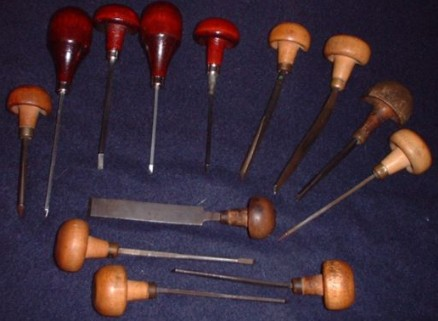
Штихелі

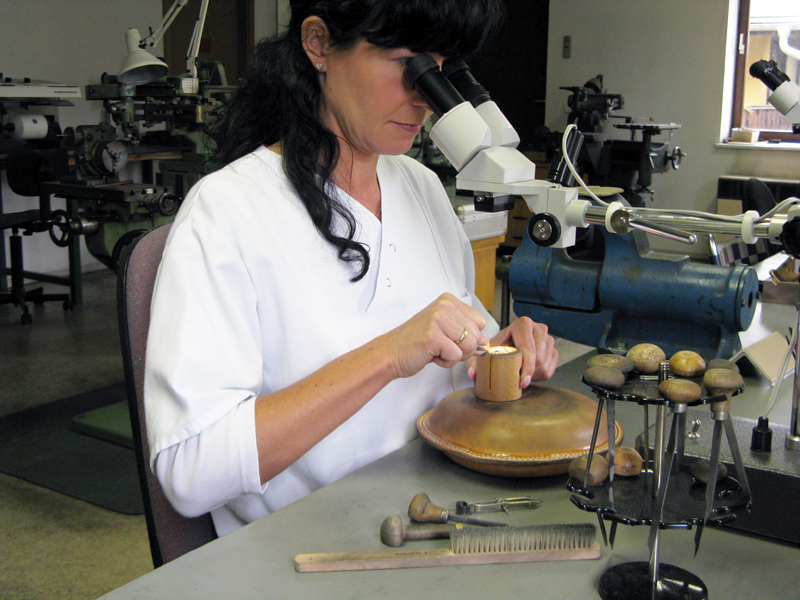

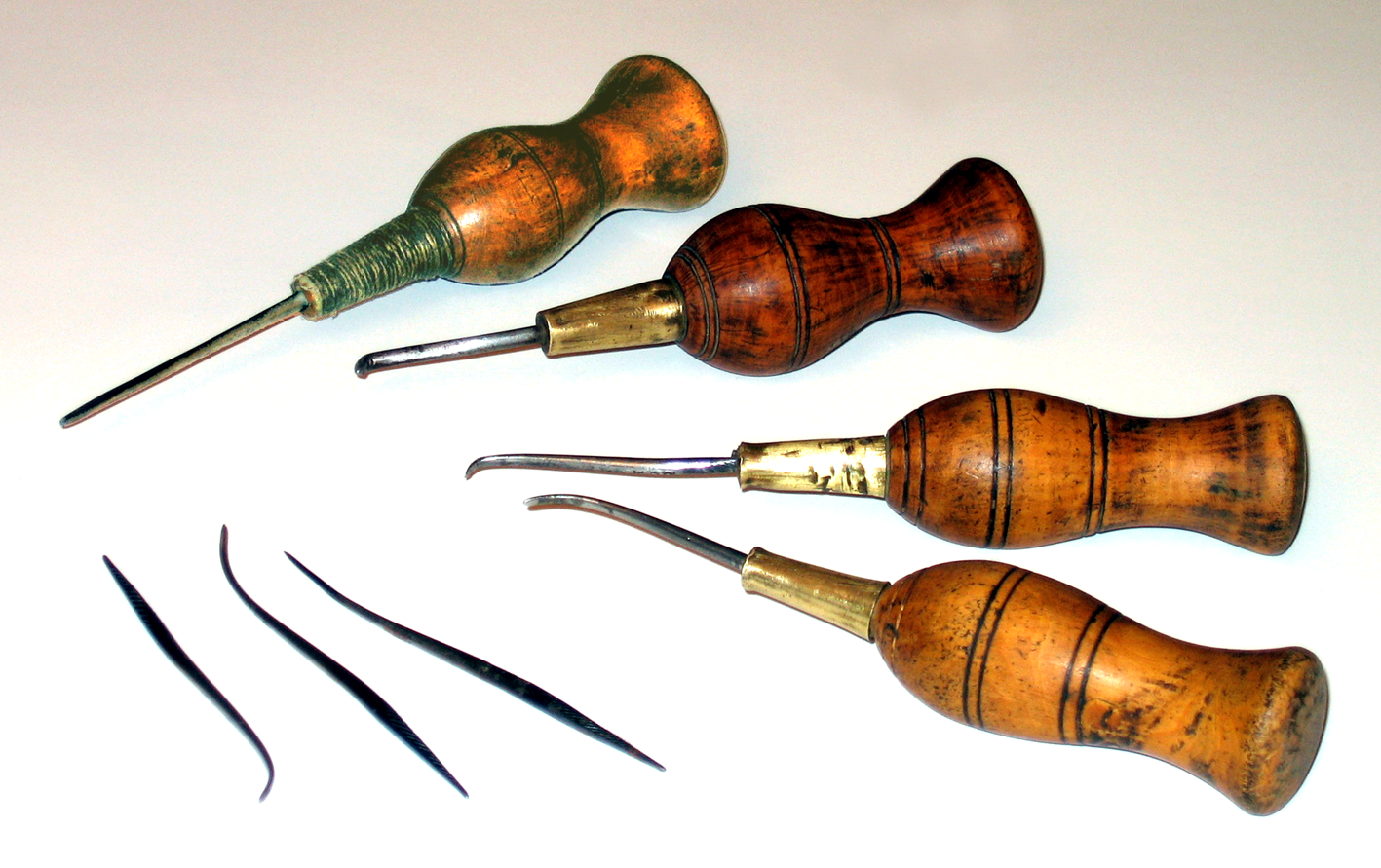
Інструменти, що застосовуються при гравіруванні шкіри

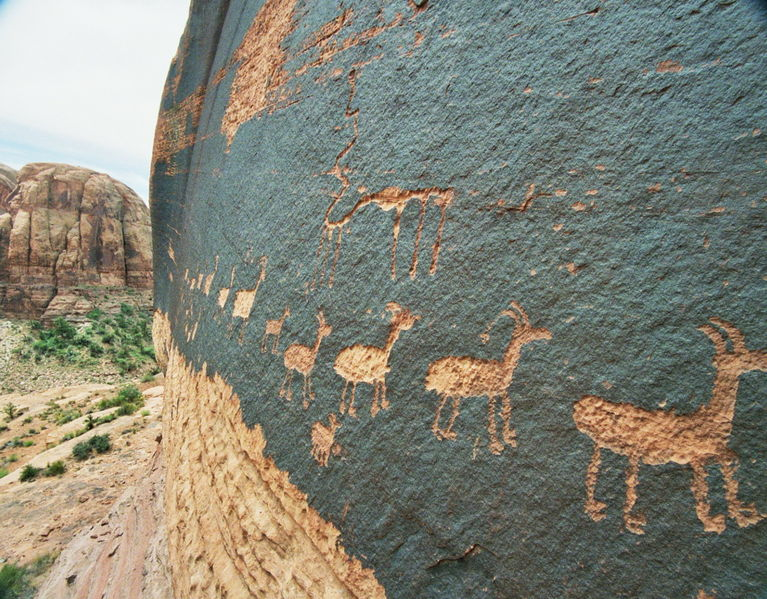

Гравірува́ння, ритува́ння, гравіюва́ння — метод отримання зображення, як правило на металевих поверхнях шляхом зняття поверхневого шару матеріалу.

## Методи виконання
Розрізняють два методи гравіювання:
- механічне гравіювання за допомогою фрези, штихеля або пуасона (інструмент, що нагадує за формою цвях, використовується при гравіруванні пунктирною лінією з точок різної величини і глибини).
- лазерне гравіювання.

При лазерному гравіюванні зображення отримують за допомогою лазера, який руйнує (спалює) тонкий шар матеріалу.
При механічному гравіюванні також знімається верхній шар матеріалу, але за допомогою фрези. Механічне гравіювання фрезою дає кращу якість зображення в порівнянні з лазерним, особливо на металевій поверхні, коли для гравіювання використовується алмазна фреза. На відміну від лазера, алмазна фреза під час гравіювання не спалює верхній шар матеріалу, а лише робить у ньому тонку канавку. В результаті отримують зовсім іншу

```
якість зображення. Спалений лазером шар металу має темний колір, а гравійоване фрезою зображення «живе»
 
— воно відблискує та іскриться, або як ще говорять
 
— «грає на сонці». Однак механічне гравіювання фрезою має суттєвий недолік
 
— вимагає значно більших часових затрат на отримання зображення, що не може не відбиватись на кінцевій вартості продукції.
```